# ریو ناگای
ریو ناگای (انگلیسی: Ryo Nagai؛ زادهٔ ۲۳ مهٔ ۱۹۹۱) بازیکن فوتبال اهل ژاپن است.
از باشگاه‌هایی که در آن بازی کرده‌است می‌توان به باشگاه فوتبال سرزو اوساکا اشاره کرد.